# Fangernes børn
Fangernes børn er en dansk oplysningsfilm fra 2007, der er instrueret af Claus Arvad og Stine Bech.

## Handling
Zhang har tidligere arbejdet i et fængsel, og her oplevede hun, hvordan børnene hvileløst gik rundt udenfor fængslet og ventede på at deres forældre blev løsladt uden at vide, hvornår de ville se deres mor eller far igen. Derfor sagde Zhang sit job op i fængslet for at tage sig af børnene. I filmen fortæller Tui Hui på otte år og Jin Jahu på 13 år om livet på børnehjemmet og om savnet til deres mødre, der begge sidder inde på livstid.